# Die Verführten (1919)
Die Verführten ist ein deutsches Filmdrama von Carl Froelich aus dem Jahre 1919.

## Handlung
„Der Film schildert den Lebenslauf eines Geschwisterpaares:
Ein junger Handwerker, ehrlicher und tüchtiger Mensch, Mitglied eines Athletenklubs, kommt in den unbegründeten Verdacht der Hehlerei. Er wird, ohne dass schlüssige Beweise seiner Schuld vorliegen, zu zwei Monaten Gefängnis verurteilt und gefesselt abgeführt. 
Nach verbüsster Strafe meiden ihn seine Arbeitsgenossen, er wird aus seinem Athletenklub ausgeschlossen, findet ein Mädchen, das früher eine Dirne gewesen ist, lebt mit dem Mädchen in glücklicher Ehe, erhält einen Beruf als Ziehmann. Seine Frau bringt ein totes Kind zur Welt und er wird darüber gemütskrank. 
Als er in seiner Eigenschaft als Ziehmann die Räume eine Bordells aufzuladen hat, stellt er fest, dass die Bordellinhaberin das schandbare Leben seiner Schwester auf dem Gewissen hat. Er beschließt, verführt durch einen Freund, an dieser Bordellinhaberin Rache zu nehmen und sie zu berauben. Bei dieser Gelegenheit wird die Bordellinhaberin ermordet. Er wird, obwohl der Film deutlich zeigt, dass der Angeklagte geisteskrank ist, zum Tode verurteilt. 
Seine Schwester hat einen reichen Freund zum Liebhaber. Sie ist Verkäuferin und wird wegen ihres bedenklichen Lebenswandels gekündigt. Auf einem Fest, das ihr Liebhaber gibt, lernt sie den jungen Richter kennen, der eben ihren Bruder wegen Hehlerei vernommen hat. Der junge Richter begleitet sie nach ihrer elterlichen Wohnung. Dort wird sie von ihrem erzürnten Vater verstossen. Sie gibt sich dem Richter hin, verlässt ihn aber, als dieser sie mit Geld abfinden will. 
Eine ‚Halbweltdame‘, die eine Equipage besitzt und in prächtig eingerichteter Wohnung lebt, nimmt sie bei sich auf und verführt sie zu gewerbsmäßiger Unzucht. Bei dieser Gelegenheit merkt sie, dass die Halbweltdame eine Diebin ist. Ihr erster Liebhaber befreit sie. Als sie aber als Zeugin von dem jungen Richter vor Gericht geladen, um gegen die Diebin auszusagen, von dem Richter, und zwar nicht in seiner Ausübung seiner richterlichen Tätigkeit, sondern aus persönlichen und gehässigen Beweggründen in der Verhandlung befragt wird, wodurch sie damals ihren Lebensunterhalt bestritten habe und sich aus der Verhandlung ergibt, dass sie damals gewerbsmässige Unzucht getrieben hat, flüchtet sie aus Scham vor ihrem Liebhaber und gerät jetzt in ein Bordell. Dort findet sie der Bruder. Sie beichtet ihm ihren Lebenswandel, worauf dann der Bruder, wie vorher angedeutet, die Schwester zu rächen beschliesst.“

## Hintergrund
Produktionsfirma war die Maxim-Film Ges. Ebner & Co. Es war deren erster Film. Gedreht wurde mit Beginn des Waffenstillstands im November 1918. Die literarische Vorlage stammt von Hans Hyan, die Bauten erschuf Hans Sohnle. Sowohl für Sohnle als auch für Kameramann Tober war Die Verführten der erste Spielfilm.
Der Film hatte eine ursprüngliche Länge von sechs Akten auf 2.241 Metern, ca. 109 Minuten. Die Polizei Berlin erließ (vermutlich im April/Mai 1919) ein Jugendverbot (Nr. 43.278). 
Die Uraufführung fand im Mai 1919 in Berlin am U.T. Kurfürstendamm statt.
Am 7. Oktober 1920 wurde das bestehende Jugendverbot von der Reichsfilmzensur erneut bestätigt (Nr. 506). Am 9. April 1923 wurde der Film der Zensur erneut zur Prüfung in einer Länge von 2.129 Metern und immer noch sechs Akten vorgelegt. Er wurde ganz verboten.
Nach Schnitten hatte er dann 2.113,75 Meter und wurde in dieser Länge abermals beurteilt (Nr. A.24.23). Das Verbot wurde jedoch aufrechterhalten.
Carl Bulcke als Vorsitzender der Filmoberprüfstelle urteilte: „Der Inhalt und die Darstellung des Films sind schundmässig. Neben der Minderwertigkeit des Inhalts und der übertriebenen Sensationslust ist die Unwahrhaftigkeit der Darstellung hervorzuheben: es wird als Selbstverständlichkeit gezeigt, dass jemand ohne Schuldbeweis bestraft, dass ein Geisteskranker zum Tode verurteilt wird, dass ein junges anständiges Mädchen, durch die sozialen Verhältnisse wehrlos gemacht, zur Dirne herabsinkt. Diese Unwahrhaftigkeit, die von einem niederen Teil der Bevölkerung erfahrungsgemäss kritiklos als tatsächlich wahre Geschehnisse des Lebens hingenommen wird, bedeutet eine Gefährdung der öffentlichen Ordnung, die Schundmässigkeit der Darstellung eine entsittlichende Wirkung im Sinne des Lichtspielgesetzes.“ 